# Reino de Toten
El reino de Toten o Thoten es el antiguo nombre de una región histórica, antiguo reino de Noruega. Actualmente, comprende un distrito en el condado de Oppland, y los municipios de Østre Toten y Vestre Toten.

## Historia
La Noruega de la era vikinga estuvo dividida en pequeños reinos independientes gobernados por caudillos que competían por la supremacía en el mar y por la influencia política; buscaban alianzas o el control sobre otras familias reales, bien de forma voluntaria o forzadas. Estas circunstancias provocaron periodos turbulentos y vidas heroicas como se recoge en la saga Heimskringla del escaldo islandés Snorri Sturluson en el siglo XIII. Toten fue uno de esos reinos independientes y Halfdan Hvitbeinn el rey más notable.